# Suho
Suho je naselje v Občini Dobje.